# Кирилло-Мефодьевское училище (Пермь)
Кирилло-Мефодьевское мужское училище — учебное заведение Перми XIX — начала XX вв., расположенное по адресу Комсомольский проспект, 42 (улица Пушкина, 76). Ныне в здании располагается центр детского творчества «Муравейник».

## История
Кирилло-Мефодьевское училище в Перми было открыто 1 октября 1809 г. и больше века располагалось в деревянном здании на пересечении улиц Большой Ямской и Кунгурской. В феврале 1909 г. было проведено собрание учредителей юбилейной комиссии, которую возглавлял Василий Михеевич Шулепов (1874—1922) — один из известных народных учителей города. На собрании было предложено построить для училища новое каменное здание. Городская Дума пошла навстречу и бесплатно выделила земельный участок. 21 мая 1909 г. Пермская уездная управа открыла сбор пожертвований и строительных материалов для постройки училища.
Новое здание училища было построено на месте домов № 72, 74 по Большой Кунгурской улице в течение 1911—1912 гг. Автором проекта здания в стиле «модерн» выступил В. А. Кендржинский. Оформление здания включало в себя разнообразные стили русской архитектуры, например, псковской, новгородской и московско-суздальской. Здание разделено на северную, парадную часть с холлом и административными помещениями на первом этаже и актовым залом со сценой на втором этаже, и южную учебную часть, в которой располагались учебные классы с большими окнами.
В здании с конца 1912 г. для всех детей Перми начали работать бесплатная библиотека, читальный зал и музей наглядных пособий.
В 1916 г. в здании работали кафедры медицинского отделения и отделения естественных наук физико-математического факультета Пермского университета.
В 1919 г. в здании бывшего Кирилло-Мефодьевского училища расположилась городская детская библиотека, первым заведующим которой стал В. М. Шулепов. Так здесь появился детский клуб «Муравейник». Впоследствии Шулепов В. М. был отстранён от управления клубом и вскоре скончался.
В 1923 г. здание было отдано школе № 9 имени III Интернационала (с 1937 г. названной в честь А. С. Пушкина), а 8 февраля 1924 г. клуб «Муравейник» стал называться Центральным пермским городским пионерским клубом. Здесь в 1933 г. часть здания была предоставлена Областной станции юных техников.
В период 1952—1986 гг. в здании находился Дворец пионеров и школьников, затем здесь работала областная станция юных техников, в 1991 г. переименованная в областной центр творчества молодежи, а в феврале 2007 г. — в Краевой центр развития творчества детей и юношества «Муравейник». С 2011 г. в здании действует Пермский краевой центр «Муравейник».
На здании укреплена мемориальная доска в память о клубе «Муравейник» и о В. М. Шулепове.